# Marilyn Okoro
Pour les articles homonymes, voir Okoro.
Marilyn Chinwenwa Okoro (née le 23 septembre 1984 à Londres) est une athlète britannique spécialiste du 800 mètres.

## Carrière sportive
Marilyn Okoro fait ses débuts sur la scène internationale à l'occasion des Jeux du Commonwealth de 2006, se classant septième de la finale du 800 mètres. En début de saison 2007, elle termine au pied du podium des Championnats d'Europe en salle de Birmingham, manquant la médaille de bronze pour 20 centièmes de seconde. Sélectionnée dans l'équipe britannique pour les Championnats du monde d'Osaka, l'athlète anglaise est éliminée en demi-finale du 800 m mais remporte en fin de compétition la médaille de bronze du relais 4 × 400 m aux côtés de Christine Ohuruogu, Lee McConnell et Nicola Sanders, terminant derrière les États-Unis et la Jamaïque. Elle conclut l'année 2007 en prenant la troisième place de la Finale mondiale de l'athlétisme de Stuttgart. En 2008, Okoro est éliminée en demi-finale des Jeux olympiques de Pékin avant de prendre une nouvelle troisième place lors de la Finale mondiale de l'athlétisme.

### Présent (2013 -)
Depuis 2013, Okoro s'entraine aux États-Unis avec Johnny Gray à l'Université Centrale de Floride. En 2015, son meilleur temps était de 2 min 02 s 35 puis de 2 min 02 s 88 en 2016.
Elle ouvre sa saison 2017 le 31 mars avec 2 min 02 s 50.

## Palmarès
| Date | Compétition                    | Lieu       | Résultat | Épreuve   | Temps         |
| ---- | ------------------------------ | ---------- | -------- | --------- | ------------- |
| 2006 | Championnats d'Europe          | Göteborg   | 4e       | 4 × 400 m | 3 min 28 s 17 |
| 2006 | Jeux du Commonwealth           | Melbourne  | 7e       | 800 m     | 2 min 01 s 65 |
| 2007 | Championnats d'Europe en salle | Birmingham | 4e       | 800 m     | 2 min 00 s 20 |
| 2007 | Championnats du monde          | Osaka      | 3e       | 4 x 400 m | 3 min 20 s 04 |
| 2007 | Finale mondiale                | Stuttgart  | 3e       | 800 m     | 1 min 58 s 76 |
| 2008 | Jeux olympiques                | Pékin      | 3e       | 4 × 400 m | 3 min 22 s 68 |
| 2008 | Finale mondiale                | Stuttgart  | 3e       | 800 m     | 1 min 58 s 64 |
| 2009 | Championnats d'Europe en salle | Turin      | 5e       | 800 m     | 2 min 03 s 30 |
| 2009 | Championnats d'Europe en salle | Turin      | 2e       | 4 x 400 m | 3 min 30 s 42 |
| 2009 | Championnats du monde          | Berlin     | 8e       | 800 m     | 2 min 00 s 32 |
| 2010 | Championnats d'Europe          | Barcelone  | 2e       | 4 × 400 m | 3 min 24 s 32 |
| 2011 | Championnats d'Europe en salle | Paris      | 3e       | 800 m     | 2 min 02 s 46 |
| 2011 | Championnats d'Europe en salle | Paris      | 2e       | 4 × 400 m | 3 min 31 s 36 |